# مهران لالا
مهران لالا (بالعبرية: מהראן לאלא‏) هو لاعب كرة قدم إسرائيلي في مركز الهجوم، ولد في 7 مارس 1982 في عسفيا في إسرائيل. لعب مع مكابي أخاء الناصرة وهابوعيل تل أبيب وهبوعيل حيفا وهبوعيل شباب طمره.
مهران لالا ولد في يوم  7 مارس سنة 1982 في عسفيا، هو لاعب كرة قدم درزي الديانة إسرائيلي الذي يلعب في مركز الهجوم في فريق مكابي عسفيا.

## مسيرته المهنية: -
لا لا لعب بقسم الشبيبة لـ- ״هبوعيل حيفا". و بعمر ال18 سنة التحق بالجيش و خدم في سلاح الجو. خلال خدمته العسكرية لعب لمدة سنتين بـ " مكابي شعريين" في الدوري الأول وكان ملك الاهداف لفريقه. في سنة 2004 وقّع مع " "هبوعيل هرتسليا" من الدوري الوطني (الدوري الثالث في ذلك الوقت). تاريخه بين السنوات 2006-2008:
وبعد ذلك لعب مع ״هبوعيل حيفا״- "هبوعيل حيفا" في الدوري الوطني موسم 2005/2006 ثم انتقل الى ״ هبوعيل بني طمرة״- . في يناير 2007 وقّق مع فريق "מכבי אחי נצרת״- ״مكابي حي الناصرة" من الدوري الوطني، و بحلول نهاية موسم 2006/2007 سجل ثلاثة أهداف. في موسم 2007/2008 أصبح لاعبا منتظما في الفريق و سجل 10 أهداف في الدوري.

## مع المدرب "ايلي جوتمان":
بعد اللعب في دوريات مختلفة طيلة مسيرته، لفت انتباه المدرب "إيلي جوتمان "ووقع عقدا لمدة عامين مع- ״هبوعيل تل ابيب". في 17 يوليو سنة 2008، ظهر لأول مرة في النادي عندما شارك كلاعب بديل ضد يوفينيس/دوجانا من سان مارينو في تصفيات كأس الإتحاد الأوروبي.

## 2008-2009:
في 8 أغسطس سنة 2008 سجل هدفه الأول في النادي عندما شارك كلاعب بديل في المباراة ضد كريات شمونه في كأس الـ "طوطو"، و في الدقيقة الاخيرة سجل هدف الفوز. في 1 سبتمبر من سنة 2008 ظهر لأول مرة في الدوري الانجليزي الممتاز عندما شارك كلاعب بديل في مباراة ضد "هكواح عميدار رمات جان״ في الجولة الاولى من موسم 2008/2009.

## أول مباراة أوروبية
الهدف الاول في مباراة أوروبية سجل لالا هدف في مرمى الفريق الفرنسي "سانت اتيان". المباراة الاولى التي فيها تميز لالا بشكل خاص كانت "ديربي تل أبيب" في 24 نوفمبر سنة 2008، حيث فاز فريق "هبوعيل" ضد فريق "مكابي" بنتيجة 2-0. في هذه المباراة سجل لالا الهدف الاول ل صمويل يابو وسجل الهدف الثاني، الذي كان هدفه الأول في الدوري الإنجليزي الممتاز.

## في الديربي:
في نفس هذا الموسم، برز أيضا في الديربي الذي أقيم ضمن بطولة كأس الدولة حيث تغلب هبوعيل على مكابي بنتيجة 2-0، ثم سجل الهدف الأول في المباراة، و في مباراة الفريق ضد بيتار القدس في 9 فبراير سنة 2009، تغلب على البيطار بنتيجة 4-0 حيث سجل لالا اثنين منهم. حيث سجل في مسابقات هذا الموسم مجموع 11 هدفا، منها 5 أهداف في الدوري.

## في المواسم 2009-2010:
خلال موسم 2009/2010، سجل لالا هدف الفوز للبول ضد سيلتيك في دور المجموعات من الدوري الأوروبي، وهدف آخر في المباراة ضد رابيد فيينا التي كانت نتيجتها 5-1 هبوعيل، مما ساعد الفريق على الوصول للمركز الاول على ارضه. في شهر نوفمبر من سنة 2009 وقع لالا عقدا لمدة ثلاثة سنوات أخرى في "هبوعيل تل تل أبيب".

## الهدف المدمر لمهران:
في أبريل من سنة 2010 أحرز لالا الهدف الوحيد في مباراة الموسم ضد مكابي حيفا في ملعب "كريات اليعازر"، و هذا الهدف هو الهدف الذي رفعهم للمركز الأول. في نهاية هذا الموسم فاز لالا مع الفريق بالثنائية. حيث انه سجل في هذا الموسم 11 هدفا في جميع مبارياته، منها ستة أهداف في الدوري.

## مع هبوعيل تل ابيب:
خلال المواسم الأربعة التي لعبها مع هابويل تل أبيب، فاز بالبطولة وثلاثة كؤوس مع الفريق، وسجل 35 هدفًا في جميع المسابقات (بما في ذلك 15 هدفًا في الدوري)، وأصبح هداف الفريق في أوروبا بثمانية أهداف، وهو رقم قياسي. تم كسره لاحقًا من قبل عمر داماري.

## أواخر مسيرته الكروية:
في 31 أيار (مايو) 2012 وقع عقدًا لموسم واحد مع "هبوعيل حيفا". في موسمه الأول ، سجل سبعة أهداف في الدوري، منها ثلاثة أهداف في التصفيات السفلية ، وساعد الفريق على البقاء في الدوري الإنجليزي الممتاز ، وفاز معه أيضًا بكأس توتو.
في موسم 2013/2014 سجل أربعة أهداف في الدوري وهدف واحد في كأس الدولة بفوزه 2-1 على "هبوعيل تل أبيب".
أنهى لالا المواسم الثلاثة التالية بصفته هداف "هبوعيل حيفا "- في موسم 2014/2015 سجل عشرة أهداف في الدوري، وفي الموسم التالي سجل 11 هدفًا، وفي موسم 2016/2017 بدأ العمل كقائد للفريق وسجل تسعة أهداف. الأهداف.
في 21 حزيران / يونيو 2017، أُعلن أنه في اختبار أُجري بعد مباراة ضد "هبوعيل كفار سابا "الشهر السابق، تم اكتشاف مواد ممنوعة في دم لالا. في 29 أغسطس صدر بحقه حكم في محكمة اتحاد الكر ، وتم إيقافه لمدة عامين من جميع الأنشطة الكروية.

## إنجازات و جوائز: -
في فريق "هبوعيل تل ابيب"  ربح جائزة البطولة 2009/2010، و ايضا كأس الدولة 2010, 2010/2011, 2011/2012.
في فريق "هبوعيل حيفا" ربح  كأس التوتو 2012/2013.

## وصلات خارجية
- مهران لالا على موقع Soccerway.com (الإنجليزية)
- مهران لالا على موقع عالم كرة القدم.نت (الإنجليزية)